# Morfologia della fiaba
Morfologia della fiaba è un celebre saggio di Vladimir Propp, pubblicato a Leningrado nel 1928 e uscito in Italia nel 1966 per Einaudi, a cura di Gian Luigi Bravo. Inizialmente pubblicato solo in Russia, questo scritto ha influenzato le ricerche dell'antropologo Claude Lévi-Strauss e del linguista Roland Barthes. Dopo la sua traduzione e diffusione in occidente negli anni cinquanta, il testo si è costruito la fama che ha tutt'oggi negli ambiti accademici che si occupano di analizzare mass media e forme artistiche.

## Descrizione
Il libro parte dall'assunto che tutte le fiabe presentino, al di là del luogo di origine e della cultura che le ha create, degli elementi comuni, ovvero una stessa struttura che ritrova al suo interno gli stessi personaggi che ricoprono le stesse funzioni in relazione allo svolgimento della storia.
Estendendo l'approccio formalista russo alle fiabe di magia, Propp analizzò un gran numero di fiabe della tradizione cercando di dividerle in minime parti analizzabili (come i morfemi in linguistica). Spostando la propria attenzione dagli elementi peculiari di ogni fiaba (lavoro a cui si dedicano di norma i folkloristi), agli elementi ricorrenti che soggiacciono ad un gran numero di fiabe, Propp cercò gli elementi unificanti. Questi, non vengono identificati tanto a livello di contenuti, quanto in termini di azioni e funzioni, da qui il termine morfologia, che illustra la ricerca di termini costanti nella fiaba.
Alla base dell'analisi di Propp sta il concetto di funzione, che riguarda l'azione/reazione a cui un personaggio è assoggettato. Le funzioni sono punti cardine all'interno della narrazione e sono quelle unità che mandano avanti l'intero racconto; esse succedono alla situazione iniziale, che ha il compito di introdurre l'ambiente della narrazione. Propp ha individuato 31 funzioni.
1. Allontanamento. L'eroe o un membro della famiglia lascia la sicurezza dell'ambiente iniziale. Questo evento causa tensione nella storia che quindi ha veramente inizio. Può essere il momento in cui viene presentato l'eroe, spesso ritratto come una persona normale.
2. Divieto. All'eroe viene posto un divieto/viene allarmato su quello che potrebbe accadere da una sua azione.
3. Infrazione. Il cattivo (o antagonista) entra nella storia (poiché un divieto è stato infranto). Non necessariamente il cattivo ha un confronto con l'eroe.
4. Investigazione: Il cattivo cerca di raccogliere informazioni sull'eroe (spesso sotto mentite spoglie) magari parlando con un membro della famiglia o rubando qualche cosa.
5. Delazione: Il cattivo riceve delle informazioni sull'eroe o sulla vittima. Altre informazioni possono inoltre essere acquisite, come la posizione di un tesoro o una mappa.
6. Tranello: Il cattivo tenta di ingannare la vittima cercando di rapirla o di rubarle qualcosa. Spesso usa le informazioni accumulate per ingannare l'eroe o la vittima con un travestimento, usando la persuasione oppure a volte la magia.
7. Connivenza: La vittima viene ingannata e finisce con l'aiutare il cattivo senza saperlo. Il tranello del cattivo sortisce l'effetto desiderato e la vittima o l'eroe sono suoi burattini. L'aiuto che possono dare al cattivo varia dal fornire qualcosa di importante (ad esempio una mappa o un oggetto magico) allo scontrarsi con personaggi buoni.
8. Danneggiamento o Mancanza: Il cattivo causa un danno /fa del male ad un membro della famiglia (rapimento, saccheggio, incantesimo, omicidio, imprigionamento, matrimonio forzato ecc..) in alternativa, ad un personaggio della famiglia manca qualcosa o desidera qualcosa. Queste due opzioni possono apparire insieme o alternativamente nella storia.
9. Mediazione: la funzione 8 viene resa nota. L'eroe può trovare la sua famiglia in uno stato di agitazione oppure la comunità devastata e afflitta.
10. Inizio della reazione: L'eroe decide di agire in modo da risolvere la mancanza. Per esempio cercando un oggetto magico, salvando chi è stato catturato oppure sconfiggendo il cattivo. Questa è una funzione importante poiché dà una svolta alla narrazione e cementa i presupposti per la futura azione. Può essere in questo momento che, la persona che fino a prima risultava “normale” si configura come “eroe”
11. Partenza: l'eroe lascia la casa/villaggio.
12. Prima funzione del donatore: l'eroe viene messo alla prova, attaccato, interrogato, in modo da essere preparato a ricevere l'oggetto magico o incontrare l'aiutante o donatore.
13. Reazione dell'eroe: l'eroe reagisce alle azioni del futuro aiutante (supera la prova, libera i prigionieri ecc…); generalmente passa la prova.
14. Acquisizione oggetto magico. L'eroe acquisisce l'oggetto magico che può essere prestato, comprato, apparire spontaneamente, ingerito, oppure apparire sotto forma di personaggi che si mettono a disposizione dell'eroe.
15. Trasferimento: l'eroe viaggia, è portato o condotto in vicinanza dell'oggetto della ricerca.
16. Lotta: L'eroe e il cattivo hanno uno scontro diretto, fisico o di astuzia.
17. Marchiatura: L'eroe è marchiato o per mezzo di una ferita o per mezzo di un oggetto (es. anello).
18. Vittoria: il cattivo è sconfitto (ucciso in combattimento, ucciso nel sonno, sconfitto durante lo scontro, scacciato). Perde comunque la sua funzione negativa.
19. Rimozione: L'eroe viene liberato dal danneggiamento o la mancanza viene risolta.
20. Ritorno: L'eroe ritorna nella comunità senza altre indicazioni
21. Persecuzione: L'eroe viene perseguitato e il persecutore cerca di ucciderlo, mangiarlo o mettere a repentaglio la vita o le azioni dell'eroe.
22. Salvataggio: L'eroe si salva
23. Arrivo in incognito: L'eroe arriva al proprio paese sotto mentite spoglie. Non viene riconosciuto.
24. Pretese infondate: Il falso eroe avanza pretese infondate sulla vittoria
25. Prova: All'eroe viene imposto un compito difficile, una prova da superare (una prova terribile, enigma, prova di forza)
26. Soluzione: la prova è conclusa con successo
27. Identificazione: l'eroe viene riconosciuto.
28. Smascheramento: Il falso eroe o il cattivo viene smascherato
29. Trasfigurazione: All'eroe viene data una nuova apparenza (nuovi vestiti, è reso bello, le ferite vengono guarite)
30. Punizione: Il cattivo viene punito
31. Matrimonio: L'eroe si sposa, sale al trono o raggiunge l'obiettivo prefissato.

Queste funzioni alle volte possono essere invertite (per esempio l'eroe riceve l'oggetto quando è ancora a casa) e l'ordine cambiare. In linea generale una funzione per andare a buon fine deve essere ripetuta tre volte (le prime due volte non si sortisce un esito positivo mentre la terza è quella decisiva: ad esempio l'eroe bussa a due case prima di trovare la casa giusta).
Oltre alle funzioni, Propp individuò anche 7 personaggi tipo (chiamati anche sfere d'azione) ricorrenti:
a. Il Cattivo (Antagonista): lotta contro l'eroe, è la causa del danno.
b. Il Donatore: prepara l'eroe al conflitto o gli fornisce un oggetto magico per riuscire nella sua battaglia
c. Aiutante Magico: aiuta l'eroe nella sua ricerca/lotta
d. La principessa e suo padre il re. Questi due tipi si occupano di dare l'incarico all'eroe, identificare il falso eroe, sposare l'eroe. Nel suo lavoro Propp si rende conto che questi due personaggi non possono essere divisi da un punto di vista funzionale poiché si occupano delle medesime cose.
e. Il Mandante: il personaggio che rende nota la mancanza e incita l'eroe ad andare.
f. L'eroe (o vittima che diventerà eroe) colui che lotterà contro il cattivo, trionferà, verrà aiutato dal donatore, sposerà la principessa.
g. Falso eroe: colui che si prende il merito della missione e cerca di sposare la principessa con l'inganno.
Questi ruoli nella realtà delle fiabe possono essere ricoperti da più personaggi oppure più ruoli possono essere ricoperti da un solo personaggio. Ad esempio, la strega che viene uccisa all'inizio del racconto, viene sostituita dalla figlia nel ruolo di antagonista. Viceversa, il re può aiutare l'eroe fornendogli una spada magica, ma anche dargli un incarico, occupandosi di ricoprire il ruolo del mandante.

## Influenza diMorfologia della fiaba
Tra i vari studiosi che hanno approfondito e rielaborato il lavoro di Propp c'è A.J. Greimas, fondatore dell'analisi semiotica narrativa. Egli semplifica lo schema delle sfere d'azione di Propp rinominando attanti i personaggi (sostituendo le categorie individuate da Propp con soggetto, oppositore, destinante, aiutante e oggetto di valore). La rielaborazione dello studio di Propp porterà Greimas ad elaborare lo schema narrativo canonico.

## Edizioni
- Vladimir Propp, Morfologia della fiaba, a cura di Gian Luigi Bravo, Torino, Einaudi, 2000  [1928], ISBN 88-06-15451-6.